# Mysidia delicatissima
Mysidia delicatissima är en insektsart som beskrevs av Fowler 1900. Mysidia delicatissima ingår i släktet Mysidia och familjen Derbidae. Inga underarter finns listade i Catalogue of Life.